# Zeldia setosa
Zeldia setosa är en rundmaskart som först beskrevs av Nathan Augustus Cobb 1914.  Zeldia setosa ingår i släktet Zeldia och familjen Cephalobidae. Inga underarter finns listade i Catalogue of Life.